# Modderita
La modderita és un mineral de la classe dels sulfurs.

## Característiques
La modderita és un sulfur de fórmula química (Co,Fe)As. Cristal·litza en el sistema ortoròmbic. La seva duresa a l'escala de Mohs és 4.
Segons la classificació de Nickel-Strunz, la modderita pertany a «02.C - Sulfurs metàl·lics, M:S = 1:1 (i similars), amb Ni, Fe, Co, PGE, etc.» juntament amb els següents minerals: achavalita, breithauptita, freboldita, kotulskita, langisita, niquelina, sederholmita, sobolevskita, stumpflita, sudburyita, jaipurita, zlatogorita, pirrotina, smythita, troilita, cherepanovita, rutenarsenita, westerveldita, mil·lerita, mäkinenita, mackinawita, hexatestibiopanickelita, vavřínita, braggita, cooperita i vysotskita.

## Formació i jaciments
Va ser descrita a partir de les mostres obtingudes a dos indrets situats al Municipi metropolità d'Ekurhuleni, a Gauteng (Sud-àfrica): la mina Modderfontein, i a la mina d'or Modderfontein 'B'. També ha estat descrita a Littleham Bay (Devon, Anglaterra), al dipòsit de plom, zinc, níquel i cobalt de Kalangu (Xinjiang, República Poopular de la Xina) i al dipòsit de cobalt i ferro de Dashkesan (Azerbaijan).